# Diocèse de Luleå

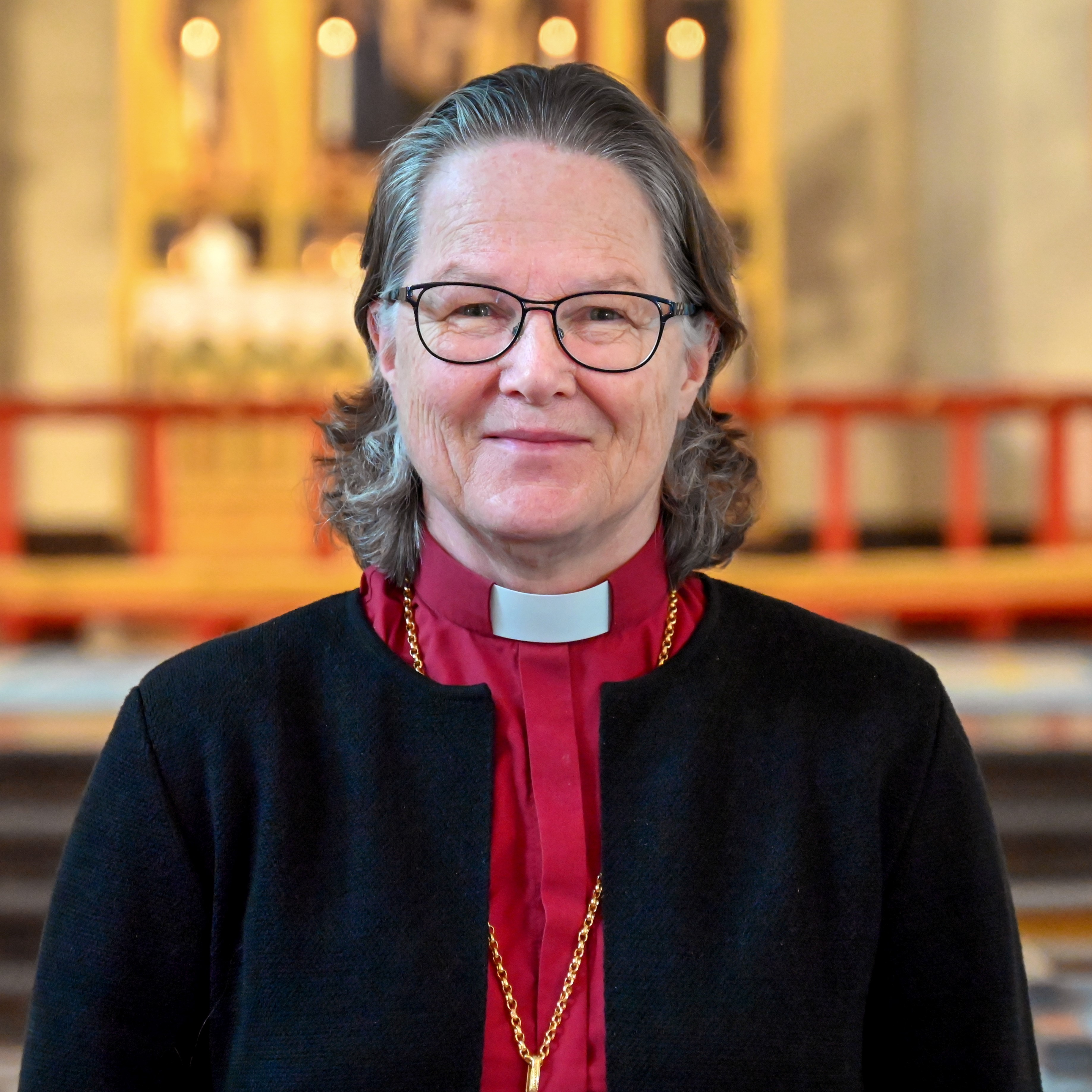
L'évèque du diocèse est depuis 2018 Mme Åsa Nyström

Le diocèse de Luleå est le diocèse le plus septentrional de l'Église luthérienne de Suède. Son siège épiscopal se situe à la Cathédrale de Luleå.
Son territoire s'étend sur les comtés de Västerbotten et de Norrbotten.